# Richard Becker (físico)
Richard Becker (Hamburgo, 3 de dezembro de 1887 — Bad Schwalbach, 16 de março de 1955) foi um físico alemão.

## Obras
- Richard Becker Theorie der Elektrizität. neubearbeitung des Werkes von M. Abraham (Teubner, 1933)
- Richard Becker Theorie der Wärme (Springer, 1950, 1966, and 1985)
- Richard Becker Vorstufe zur Theoretischen Physik (Springer, 1950)
- Richard Becker, author and Fritz Sauter, editor Theorie der Elektrizität. Bd. 1. Einführung in die Maxwellsche Theorie (Teubner, 1957, 1962, 1964, and 1969)
  - Richard Becker, author, Fritz Sauter, editor, and Ivor De Teissier, translator Electromagnetic Fields and Interactions, Volume I: Electromagnetic Theory and Relativity (Blaisdell, 1964)
- Richard Becker, author and Fritz Sauter, editor Theorie der Elektrizität. Bd. 2. Einführung in die Quantentheorie der Atome und der Strahlung (Teubner, 1959, 1963, 1970, and 1997)
  - Richard Becker, author, Fritz Sauter, editor, and Ivor De Teissier, translator Electromagnetic Fields and Interactions, Volume II: Quantum Theory of Atoms and Radiation (Blaisdell, 1964)
- Richard Becker, author and Fritz Sauter, editor Electromagnetic Fields and Interactions Revised in 1964, and in a single volume. (Dover) ISBN 0-486-64290-9
- Richard Becker, author and Fritz Sauter, editor Theorie der Elektrizität. Bd. 3. Elektrodynamik der Materie (Teubner, 1969)